# نايف صالح الراجحي
نايف صالح عبد العزيز الراجحي، مستثمر وريادي أعمال ورجل أعمال سعودي، وهو المؤسس والرئيس التنفيذي لشركة نايف الراجحي للاستثمار، ونائب رئيس مجلس إدارة الغرفة التجارية الصناعية في الرياض وعضو باللجنة السياحية والترفيهية ولجنة أصدقاء الهلال الأحمر.
في عام 2001 بدأ نايف الراجحي مسيرته المهنية في التجارة وفي عام 2003 بدأ العمل في مجال التطوير العقاري، وقام بتطوير العديد من المشاريع والأبراج السكنية مثل «ذات تايم بالاس» أول أبراج في منطقة دبي مارينا، في عام 2011 أطلق أول صندوق عقاري من نوعه في المملكة العربية السعودية وفي عام 2015 تم طرح صندوق مغلق مع الرياض المالية باسم صندوق الرياض للدخل العقاري والذي تم إدراجه كأول صندوق ريت في السوق المالية السعودية (تداول).
في عام 2019 حصل مع شركته على جائزة «محفظة الاستثمار الأكثر تنوعًا وابتكارًا» في حفل توزيع جوائز إنترناشيونال فاينانس 2019، تم إدراجه في قائمة أريبيان بزنس لأفضل 50 شخصية مؤثرة في عام 2021،  وكذلك في قائمة فوربس لأفضل 100 شركة عائلية في الشرق الأوسط.
ينتمي إلى عائلة الراجحي التي تعتبر من أغنى العائلات غير المالكة في المملكة العربية السعودية، والده هو صالح عبدالعزيز الراجحي، المؤسس المشارك لمصرف الراجحي والعديد من الشركات الصناعية البارزة في المملكة العربية السعودية.

## حياته
ولد في السعودية وحصل على بكالوريوس في إدارة الأعمال من جامعة سان فرانسيسكو في الولايات المتحدة الأمريكية.
في عام 2001 بدأ نايف الراجحي مسيرته المهنية في التجارة، وفي عام 2003 بدأ العمل في مجال التطوير العقاري وقام بتطوير العديد من المشاريع والأبراج السكنية مثل مجموعة «ذات تايم بالاس» التي تعد أولى الأبراج السكنية في مرسى دبي.
في عام 2007 أسس شركة معمار للاستثمار والتطوير العقاري التي طورت ونفذت العديد من المشاريع السكنية والضيافة، ثم في عام 2011 أطلق أول صندوق عقاري من نوعه في المملكة العربية السعودية، حيث أطلق عليه اسم (صندوق المستثمر العقاري لمشاريع متعددة مع شركة المستثمر للأوراق المالية) تم إصدار الصندوق المفتوح للجمهور، في عام 2015 تم طرح صندوق مغلق مع الرياض المالية باسم صندوق الرياض للدخل العقاري، في عام 2017 عندما تم إدراجه كأول صندوق ريت في السوق المالية السعودية.
يرأس حاليًا شركة نايف الراجحي للاستثمار التي أسسها عام 2012 ومقرها الرياض ولها مكاتب في لندن ودبي. تفتخر الشركة بالاستثمارات المتنوعة والمدارة بالمخاطر بما في ذلك أكثر من 350 استثمارًا في 35 شركة عبر 12 قطاعًا: التطوير العقاري والضيافة الأغذية والمشروبات والتعدين والهندسة المعمارية والتصميم الداخلي والمقاولات، وكذلك تقنية المعلومات والتصنيع والتسويق، كما تستثمر الشركة في أسواق المال والعقارات.
منذ عام 2012 أقامت شركة نايف الراجحي للاستثمار شراكات إستراتيجية طويلة الأمد مع العديد من الشركات الشهيرة مثل: شركة أوفى للاستثمار وشركة رملة للتطوير العقاري وشركة معمار للتطوير والاستثمار وشركة إنشاءات التقنية المتحدة للمقاولات UTC وشركة البوصلة الذهبية وشركة بحور الدولية للاستثمار وشركة المسؤولية الكبرى Phi وشركة نون الوطنية للمقاولات.

## الجوائز والتكريمات
في عام 2019 حصل على جائزة "محفظة الاستثمار الأكثر تنوعًا ابتكارًا" في حفل توزيع جوائز إنترناشيونال فاينانس 2019، وتم إدراجه في في قائمة أفضل 50 شخصية مؤثرة في المملكة العربية السعودية 2021 من قبل أريبيان بزنس،  وظهر في قائمة فوربس لأكبر 100 عائلة استثمارية في الشرق الأوسط ". 
في قائمة «فوربس غلوبال 2000» والتي تضم أفضل شركات على مستوى العالم، جاءت «مؤسسة نايف الراجحي» في التصنيف (473) عالمياً والمركز “التاسع” عربيا والترتيب “الخامس” على مستوي السعودية.

## أعمال خيرية ومجتمعية
في عام 2014، أبرم اتفاقية رعاية مع مبادرى «تسامي للتأثير» وهي مبادرة أسستها الأميرة أميرة الطويل نائب رئيس مؤسسة الوليد بن طلال من أجل نمكين الحلول المستدامة والمبتكرة للمشاكل المجتمعية.
أطلق حملة التبرع بالدم عامي 2018-2019 مع بنك الدم المركزي ومستشفى الملك فيصل التخصصي، وفي عام 2019 أطلقت شركته مبادرة لتوفير المعدات اللازمة للمكفوفين وتقديم المساعدات للمحتاجين.

## أسرته
ينتمي إلى (عائلة الراجحي) التي تعتبر من أغنى العائلات غير المالكة في المملكة العربية السعودية، والده هو صالح عبد العزيز الراجحي، الشريك المؤسس لمصرف الراجحي والعديد من الشركات الصناعية البارزة في المملكة العربية السعودية، عمه هو سليمان عبد العزيز الراجحي ملياردير سعودي شارك في تأسيس مصرف الراجحي.